# Hugo Spangenberg
Hugo Hernán Spangenberg (* 22. November 1975 in Buenos Aires) ist ein argentinischer Schachspieler.
Im Jahr 1995 wurde Spangenberg Dritter bei der U20-Juniorenweltmeisterschaft in Halle hinter Roman Slobodjan und Alexander Onischuk.
Die argentinische Einzelmeisterschaft konnte er 1993 in Rosario gewinnen. Er spielte für Argentinien bei drei Schacholympiaden: 1994 bis 1998.
1993 wurde er Internationaler Meister, seit 1996 ist er Großmeister. Seine höchste Elo-Zahl war 2565 im Juli 1997.
| Hier fehlt eine Grafik, die leider im Moment aus technischen Gründen nicht angezeigt werden kann. Wir arbeiten daran! |